# Sumporov(IV) oksid
Sumporov(IV) oksid (sumporov dioksid, SO2) pri sobnoj temperaturi je bezbojan, otrovan i nadražujući plin neugodna, oštra i bockava mirisa, koji podražuje na kašalj, a nastaje izgaranjem sumpora, sumporovodika, te prženjem sulfidnih ruda.

## Osobine i rasprostranjenost (nastajanje)
Strukturnu formulu sumporova(IV) oksida prikazujemo rezonancijskim strukturama koje ukazuje na polarnost molekula.
U vodi se lako otapa (c(SO2) ~2 mol/L pri 150 °C), a vodena otopina pokazuje kiselu reakciju; nastaje sulfitna kiselina).
Nalazi se u plinovima izgaranja tvari koje sadrže sumpor, pa tako i u ispušnim plinovima. U gradovima i industrijskim područjima sumporov dioksid nastaje izgaranjem fosilnih goriva, ugljena i nafte, koja sadrže sumpor. Uz dim i maglu, SO2 je glavni uzrok nastajanja “smoga”, za bilje i ljude štetne atmosfere koja djeluje i korozivno na konstrukcijske materijale, kamen, beton, željezo i druge, pa se sa starih spomenika kulture najčešće skidaju te crne naslage.
Proizvode ga i vulkani. Daljnja oksidacija SO2, uz prisutnost katalizatora kao što je NO2 (Dušikov dioksid) tvori H2SO4, i kasnije kisele kiše.
Šteti ljudskom organizmu jer oštećuje dišne organe. Posebno je otrovan za niže organizme. S dušikovim oksidima i ozonom stvara smog, a glavni je uzročnik kiselih kiša.

## Dobivanje
Industrijski se dobiva izgaranjem sumpora ili prženjem sulfidnih ruda, primjerice pirita (FeS2) u kojem se nalazi disulfidni ion:
4 FeS2(s) + 11 O2(g) --> 2 Fe2O3(s) + 8 SO2(g)
Sumporov dioksid je oko dva puta teži od zraka pa se može “izliti” iz jedne posude u drugu. Sumpor gori u sumporovom dioksidu; jer manje plemeniti metali uvijek istisnu one više plemenitije.

Uz slobodan pristup kisika nastaje sumporov trioksid koji s prisutnom vlagom u zraku daje bijelu maglu sumporne kiseline.
Pročišćavanje sumporova dioksida i zraka od primjesa npr. prašine, vodene pare i drugih plinova, potrebno je zbog uklanjanja katalitičkih otrova koji umanjuju djelovanje katalizatora u sljedećoj fazi proizvodnje. Najčešće se čisti pomoću elektrofiltera.
U laboratoriju se sumporov dioksid najčešće dobiva djelovanjem kiseline na sulfite.

## Nastajanje
Nastaje gorenjem sumpora pri čemu se sumpor spaja s kisikom iz zraka tvoreći sumporov dioksid.
S (s) + O2 (g) --> SO2 (g)

## Upotreba
SO2 u plinovitom stanju se koristi kao konzervans u prehrambenoj industriji za konzerviranje suhog voća i voćnih prerađevina. U pivovarama i vinarijama se rabi za regulaciju vrenja.

Rabi se za proizvodnju sumporaste kiseline, koja se također koristi u vinarstvu za dimljenje (sumporenje) bačava (kao vodena rastopina SO2), u proizvodnji sulfitne celuloze, za dezinfekciju, u borbi protiv štetočina, u rashladnim strojevima, itd.
Velike količine SO2 koriste se u tekstilnoj industriji za bijeljenje svile, vune, slame i drugih materijala osjetljivih na redukcijsko djelovanje klora.
Najveće količine sumporova(IV) oksida koriste se za proizvodnju sumporova(VI) oksida (ujedno je i međuproizvod), odnosno za dobivanje najvažnije mineralne kiseline, sumporne kiseline (H2SO4).